# André Bolhuis

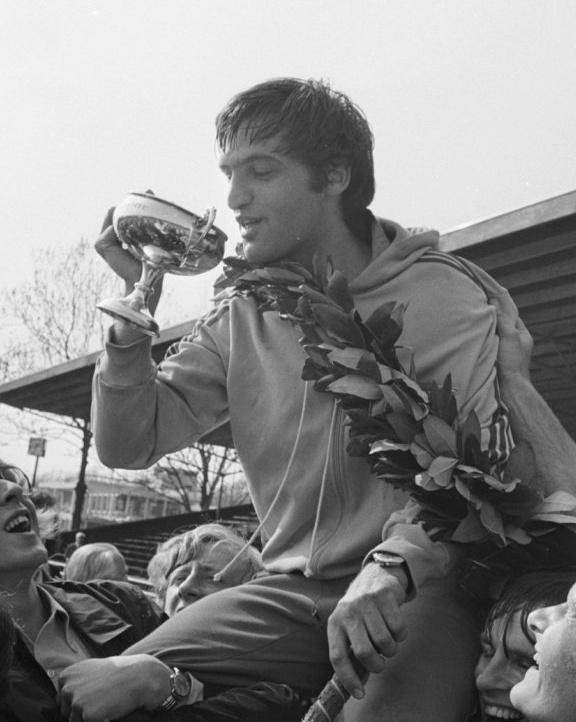
André Bolhuis (1972)

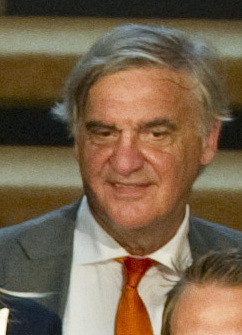
André Bolhuis (2012)

Johan Henk André Bolhuis (* 4. Oktober 1946 in Zeist) ist ein ehemaliger niederländischer Hockeyspieler, der 1973 Weltmeister, 1978 Weltmeisterschaftszweiter und 1970 Europameisterschaftszweiter war. Später war Bolhuis als Sportfunktionär im Hockeyverband und im Olympischen Komitee tätig.

## Sportliche Karriere
André Bolhuis bestritt von 1969 bis 1980 127 Länderspiele für die niederländische Nationalmannschaft, in denen der Mittelfeldspieler 7 Tore erzielte.
1970 fand in Brüssel die erste Europameisterschaft statt. Die Niederländer erreichten das Finale mit fünf Siegen und einem Unentschieden, im Finale unterlagen sie der deutschen Mannschaft mit 1:3. André Bolhuis war in allen sieben Spielen dabei. Ein Jahr später fand in Barcelona die erste Weltmeisterschaft statt. Die Niederländer belegten nach einer Vorrunde mit nur einem Sieg den sechsten Platz. Bolhuis war wieder in allen Spielen dabei. 
Bei den Olympischen Spielen 1972 in München belegten die Niederländer in der Vorrunde den zweiten Platz hinter der indischen Mannschaft. Nach einer 0:3-Halbfinalniederlage gegen die Deutschen unterlagen die Niederländer im Spiel um Bronze den Indern mit 1:2. Bolhuis wirkte in sieben von neun Spielen mit. 
Im Jahr darauf bei der Weltmeisterschaft 1973 in Amstelveen belegten die Niederländer in der Vorrunde den zweiten Platz hinter der Mannschaft Pakistans. Im Halbfinale gegen die deutsche Mannschaft gewannen die Niederländer genauso im Siebenmeterschießen wie im Finale gegen die Inder. Bolhuis wirkte in allen sieben Spielen mit. Zwei Jahre später bei der Weltmeisterschaft in Kuala Lumpur erreichten die Niederländer als Titelverteidiger lediglich den neunten Platz. Bolhuis war in sieben Partien dabei.
1976 nahm André Bolhuis an den Olympischen Spielen 1976 in Montreal teil. Die Niederländer gewannen ihre Vorrundengruppe, unterlagen aber im Halbfinale der neuseeländischen Mannschaft in der Verlängerung. Abschließend verloren sie auch das Spiel um die Bronzemedaille gegen Pakistan und belegten den vierten Platz wie vier Jahre zuvor. Bolhuis kam in sechs Spielen zum Einsatz. 1978 bei der Weltmeisterschaft in Buenos Aires belegten die Niederländer in der Vorrunde den zweiten Platz hinter der Mannschaft Pakistans. Mit einem 3:2-Halbfinalsieg über die australische Mannschaft  erreichten die Niederländer das Finale, wobei Bolhuis einen Treffer erzielte. Weltmeister wurde Pakistan mit einem 3:2-Finalsieg gegen die Niederländer. 1980 unterstützte Bolhuis den Olympiaboykott der Niederländer.
Bolhuis spielte auf Vereinsebene beim SV Kampong, mit dem er mehrfach niederländischer Meister war.
Nach dem Ende seiner aktiven Karriere blieb der Zahnarzt seinem Sport zunächst als Trainer verbunden. In seiner Promotion über Zahnverletzungen im Hockeysport setzte er sich für eine Verpflichtung zum Tragen eines Mundschutzes ein. Später war er als Funktionär Chef de Mission der niederländischen Olympiamannschaft 1992 und 1996. Von 1998 bis 2006 war er Präsident des niederländischen Hockeyverbands. Von 2010 bis 2019 war Bolhuis schließlich Präsident des Niederländischen Olympischen Komitees.
André Bolhuis ist der Schwager der Hockeyspielerin Marjolein Eijsvogel-Bolhuis.